# Santo Inácio do Piauí
Santo Inácio do Piauí is een gemeente in de Braziliaanse deelstaat Piauí. De gemeente telt 3.756 inwoners (schatting 2009). De plaats ligt aan de Canindé.

## Verkeer en vervoer
De plaats ligt aan de wegen PI-241 en PI-242.